# Maldivska rufija
Maldivska rufija, divehi: ދިވެހި ރުފިޔާ, (ISO 4217: MVR) je valuta Maldiva. 
U lokalnom platnom prometu označava se simbolom Rf ili MRf. Dijeli se na 100 laari. Naziv rufija izveden je od Hindu riječi rupayā, što znači srebro. Tečaj je vezan za američki dolaru odnosu 1 USD za 12.8 rufija. 
U optjecaju se nalaze kovanice od: 1, 2, 5, 10, 25, 50 laari, 1 i 2 rupije, te novčanice od: 5, 10, 20, 50, 100 i 500 rufija.

## Vanjske poveznice
- Novčanice rufije na web stranici Rona Wisea  Arhivirana inačica izvorne stranice od 25. ožujka 2007. (Wayback Machine)